# ميك ميلر
ميك ميلر (بالإنجليزية: Mick Miller)‏ (25 فبراير 1950 بليفربول في المملكة المتحدة - ) هو ممثل هزلي ولاعب كرة قدم بريطاني في مركز حراسة المرمى. لعب مع بورت فايل.